# 鞏寧城
鞏寧城是清代乌鲁木齐都统及大臣衙门、八旗官军所驻之地，俗称“老满城”，现仅存西侧和南侧城墙，城墙遗址现为新疆维吾尔自治区文物保护单位。遗址位于今中华人民共和国新疆维吾尔自治区乌鲁木齐市沙依巴克区，新疆农业大学的西侧和南侧。

## 历史
乾隆三十六年 （1771年），伊犁将军舒赫德接到军机大臣福隆安的信件，信中谈及伊犁在面对刚刚投清、拥有数万人且还有几名大台吉的土尔扈特，不可不提前准备，需要在更多地方驻兵应援。舒赫德在接到信件后，上奏朝庭，要求在乌鲁木齐及巴里坤两地驻扎满营。再经过一番商讨之后，清廷决定在乌鲁木齐西北三里处修建官兵居住的城池。乾隆三十七年 （1772年），接到军机处咨文的凉州副都统德云等人开始着手八旗官兵携眷进驻乌鲁木齐事宜。超过3300名来自甘肃凉州、庄浪的八旗官兵在这一年的7到8月份抵达乌鲁木齐。乾隆三十七年 （1772年），由甘州标营、肃州标营以及宁夏标营派出的1500名能工巧匠或青壮劳动力开始在迪化城（今乌鲁木齐市天山区一带）西边八里之地修建城池和兵房。城池建成后，清高宗乾隆取“巩固安宁”之意，将其命名为“巩宁城”。巩宁城是当时清王朝在新疆的军政中心，乾隆三十八年 （1773年），乌鲁木齐参赞大臣改乌鲁木齐都统，受伊犁将军节制。乌鲁木齐都统府衙便在巩宁城内。当时城内驻扎着由乌鲁木齐都统管理差操一切事物的满营八旗官兵。同时，改迪化州知州为迪化直隶州知州、并增设州学正等职位，以上官员衙署都设置在此。与隔河的汉民居住的“汉城”迪化城相对应，巩宁城主要居住的是满营官兵和他们的家属，所以人们又称其为“满城”。
巩宁城周长九里三分，城墙连垛高二丈二尺五寸，城墙厚一丈七尺。城外有长一千九百八十九丈六尺，宽二丈，深一丈的荷花池。其面积比“汉城”迪化城大一倍。巩宁城有四座城楼，四座敌楼，四座角楼，城内有一座鼓楼。巩宁城的建立花费帑金十万多一点，粮食一万两千多石。相比于其他新建城池，巩宁城的建设相当节省。清廷后决定以巩宁城作为新疆建城的核销范例工程。在乾隆四十八年 （1783年），乌鲁木齐都统明亮上奏，对巩宁城进行过一次修补。
巩宁城共有四道城门，每一门的名字都有不同的政治含义，东门名为“承曦”，因其面向京城。西门名为“宜穑”，因为当时巩宁城以西（如今九家湾到头屯河一带）是大片的垦区。南门名为“轨同”，因为南疆正在逐步由清廷治理，社会秩序正在恢复。北门名为“枢正”，其原因为乾隆平准噶尔后，清廷需要该地区从根本上纳入清朝版图。巩宁城的四面城门分别用汉、满、蒙、维四种语言题写城门之名。巩宁城有东、西、南、北四大街，其余为街巷。巩宁城内先后建有满营官兵廨舍、官药铺、官房铺、估衣铺、外地公馆、寺庙、义学、州学、商民住房等建筑共计9550间。城内有万寿宫、城隍庙、文昌宫、关帝庙等庙宇祠堂，城外则有老君庙等庙宇。又因为红庙子道观位于巩宁城城边，巩宁城在民间一度被称为“红庙子”。随着城镇的发展，尤其是在乌鲁木齐河上架设了长十数丈的巩宁桥（今乌鲁木齐市西大桥前身）后，巩宁城、迪化城联系日益密切，如同一座城一般。清代诗人史善长在诗中称其“酒肆错茶园，不异中华里”。七十一称巩宁城是“四达之区，以故字号店铺，鳞次栉比，市衢宽敞，人民辐辏，茶室酒肆，优伶歌童，工艺技巧之人，无一不备，繁华富庶，甲于关外”。纪昀有诗描述满城，称其“廛肆鳞鳞两面分，门前官柳绿如云。夜深灯火人归后，几处琵琶月下闻。”
同治三年 （1864年），妥明率回民起事反清，自称“清真王”，同治新疆回乱发生。随着战事的进行，迪化城被妥明部占领，巩宁城则被包围。乌鲁木齐都统平瑞被困于巩宁城内，后平瑞自杀，巩宁城被妥明部占领。随着战争的扩大，阿古柏、徐学功等人先后占领巩宁城。在几度易手后，巩宁城在战火中变成了废墟。光绪二年 （1876年），左宗棠开始督办新疆军务，以刘锦棠为统帅，清廷开始收复新疆。此年七月，清军重新占领迪化城。此时的巩宁城，除灰烬外，仅剩遗址。恭镗在勘查巩宁城时，巩宁城一片荒凉，城墙大半已经倒塌，城内一片瓦砾，骸骨随处埋葬。
巩宁城荒废之后，遗迹中开始盛产枸杞，年产值可达2到3万两。中华民国成立后，新疆省立师范学校（今新疆师范高等专科学校前身）曾在老满城遗址上建立校舍。后成为国民革命军的兵营。此时在原巩宁城东南开垦了耕地，在东北城墙跟，东西中轴线靠西两侧建立了礼堂、校舍、营房等建筑。在东南城墙修建有马厩、仓库等。这些建筑多为青砖作为地基的土平房，但也有土木砖瓦结构的建筑存在。1949年，新疆和平解放后，中国人民解放军第六军将军部设立在了巩宁城城址之上。到1952年初，中国人民解放军第二步兵学校在巩宁城城址上建立。这一年，步兵学校改编为新疆八一农学院（今新疆农业大学前身）。巩宁城内不仅存在学校，诸如中国人民武装警察部队新疆总队医院、新疆农业科学院等单位先后建立于巩宁城城址之上。城市的发展和自然的侵蚀使得巩宁城城墙遭到了破坏。巩宁城北城墙的大部分地段已经修成了现在的克拉玛依西路。而东城墙也在大楼及厂房的修建中无处可寻。

## 现状

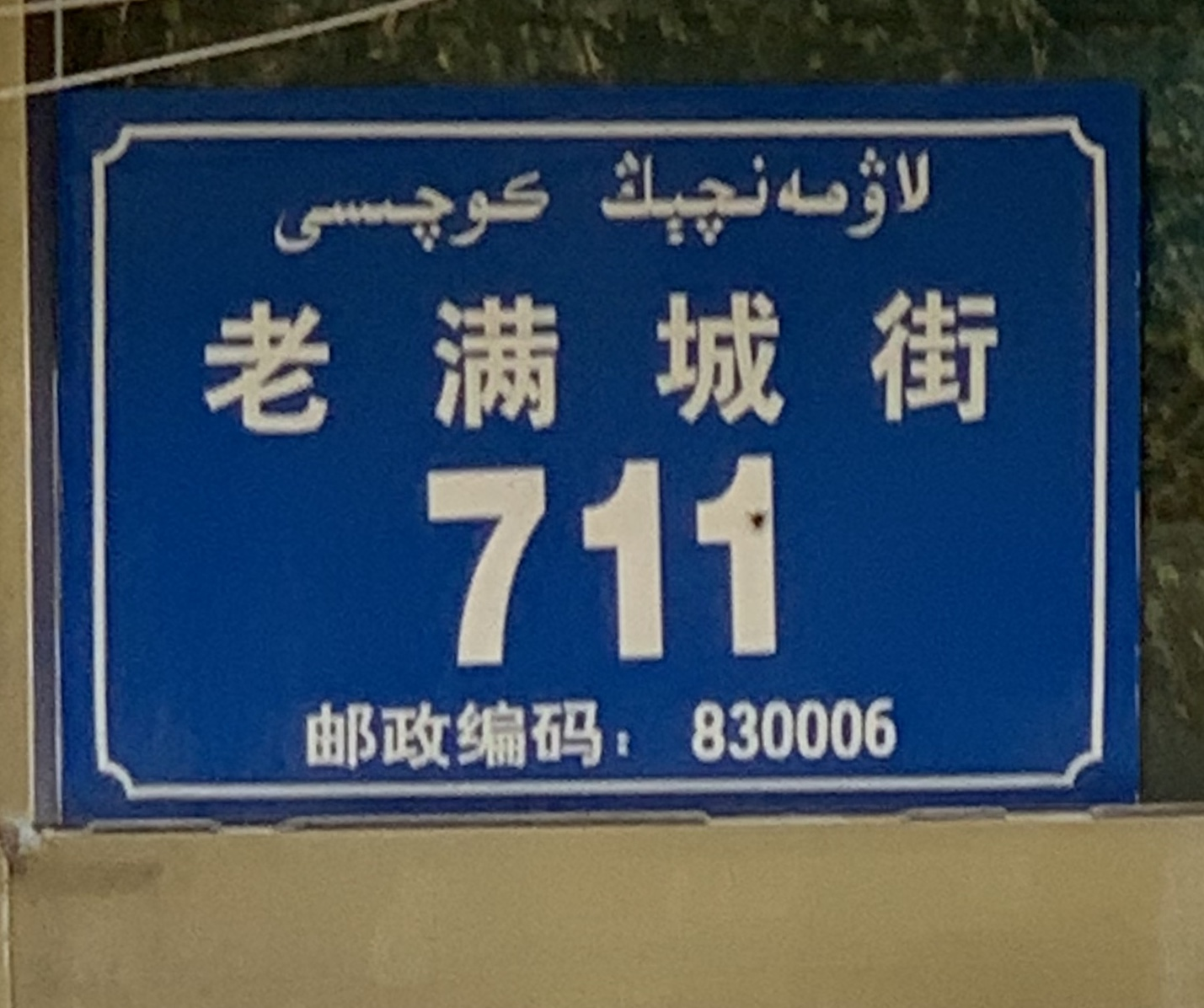
以老满城作为街名的街道

巩宁城墙现存夯筑而成的西墙和南墙两段，各长大约860米。残高4米，基厚6米。南墙现存7个马面，每个间隔100米。在西墙和南墙相交的西南角有角楼一座。二十世纪90年代，巩宁城城墙尚存西城门和南城门，且西、南翁城都还存在。后西城门被拆，现仅剩南城门尚存，翁城成半圆形，南北长48米，东西长36米。翁城东面和西面留有宽大约5米的边门。青砖、瓦片、瓷碗等残片散落在巩宁城墙遗址内外。城墙常年遭受风雨侵蚀，且大部分城墙保存较差。2004年，巩宁城城墙遗址被列为第四批乌鲁木齐市文物保护单位。2007年6月，被列为第六批新疆维吾尔自治区文物保护单位。
2020年，新疆维吾尔自治区人民检察院、乌鲁木齐市人民检察院等新疆各级检察机关共立案500余起涉及文物古迹保护案件，其中就包括乌鲁木齐市巩宁城城墙遗址保护行政公益诉讼案。在新疆维吾尔自治区人民检察院检察长的牵头下，乌鲁木齐市人民检察院成立“古城墙保护专案组”开展案件调查工作，并对乌鲁木齐市文化和旅游局（乌鲁木齐市文物局）发出诉前检察建议书，提出了增设文物保护标志，加装保护围栏，清理保护范围内垃圾等建议。该案引起乌鲁木齐市人民政府的重视，时任市长牙生·司地克曾前往现场进行调研，并现场决定对巩宁城城墙遗址进行抢救性保护。乌鲁木齐市文化和旅游局（乌鲁木齐市文物局）向新疆维吾尔自治区文物局申请1500万元人民币专项资金，用以巩宁城城墙遗址的修缮工作。

## 图片
| - 巩宁城城墙遗址 - 巩宁城西南角的角楼 - 巩宁城城墙与小区大门相接 - 巩宁城西侧城墙（近） - 巩宁城西侧城墙（远） - 藏于乌鲁木齐市博物馆的巩宁城墙砖 |